# Серенгети
Национален парк „Серенгети“ е голям национален парк в Танзания, Африка. На езика на масаите името на парка се превежда като „безкрайни равнини“.
Основан е през 1940 година. Площ 14 750 хил. кв. км. От „Серенгети“ е отделен резерватът „Нгоронгоро“ (площ около 800 хил. ha) през 1959 година.
Тревисти и храстови савани. „Петте големи“ животни в парка, наречени по този начин от ловци, дошли на сафари преди няколко десетилетия, са лъвовете, леопардите, слоновете, носорозите, както и кафърски бивол (Cape buffalo). В парка живеят още хиени, гепарди, зебри, грабливи птици и много други.
Паркът е известен с годишната миграция на милиони антилопи плюс стотици хиляди газели и зебри, следвани от хищници, като това се превръща в едно от най-впечатляващите природни зрелища в света.
Великото преселение, която представлява 1000 км дълъг годишенпреход, се извършва в уникален живописен пейзаж - огромни обезлесени пространства с малки пасища, осеяни със скали, примесени с реки и гори.
Клисурата Олдуей, в която са открити много от най-древните останки и артефакти на хоминида Хомо хабилис, е свързана с екосистемата на Серенгети. На територията на парка се намира областта Серонера, където професор Бернхард Гжимек и Михаел Гжимек са изучавали черните носорози.
Национален парк „Серенгети“ е в списъка за световно наследство на ЮНЕСКО.